# نمسدنگ
نمسدنگ (به کره‌ای: 남사당놀이) نوعی هنر نمایشی در کره‌ای است که به صورت دوره‌گردی حرکت‌ها و کارهای مختلفی همچون رقص‌پردازی، آواز خواندن و نوعی بازی شبیه سیرک انجام می‌دهند. گفته شده‌است که نمسدنگ در دورهٔ سلسلهٔ چوسون در حدود ۱۹۰۰ سال پیش خودبخود شکل گرفته‌است. و در روستاها و بازار شهرها با ۴۰ تا ۵۰ هنرمند برگزار می‌شد.
نمسدنگ در سال ۲۰۰۹ به فهرست میراث فرهنگی و معنوی یونسکو اضافه شد.